# شب‌دوست رود کراس
شب‌دوست رود کراس(نام علمی: Galago cameronensis) نام یک گونه از سرده شب‌دوست کوچک است.